# 郭蕾
郭蕾，中华人民共和国政治人物、全国脱贫攻坚先进个人。

## 生平
郭蕾任甘孜藏族自治州人民医院妇产科援助专家，广东省第二人民医院副主任医师。因在脱贫攻坚战中作出突出贡献，2021年2月25日全国脱贫攻坚总结表彰大会上，郭蕾被授予“全国脱贫攻坚先进个人”。